# Juncus persicus
Juncus persicus är en tågväxtart som beskrevs av Pierre Edmond Boissier. Juncus persicus ingår i släktet tåg, och familjen tågväxter. Inga underarter finns listade i Catalogue of Life.